# Zandspieringen
Zandspieringen (Ammodytidae) vormen een familie van baarsachtige vissen.
Zandspieringen worden voornamelijk in Europa voor consumptie bevist, maar komen in alle wereld-oceanen voor. De vissen hebben geen zwemblaas en brengen daarom hun gehele volwassen leven op de zeebodem door. Het voedsel van zowel vislarven als volwassen exemplaren van de zandspiering bestaat voornamelijk uit eenoogkreeftjes. De larven van de zandspiering zijn zeer talrijk in het noordwesten van de Atlantische Oceaan en vormen er een belangrijke voedselbron voor vissen als de kabeljauw, de Atlantische zalm en andere commercieel belangrijke soorten.

## Geslachten
Er zijn zeven geslachten:
- Ammodytes Linnaeus, 1758
- Ammodytoides Duncker & Mohr, 1939
- Bleekeria Günther, 1862
- Gymnammodytes Duncker & Mohr, 1935
- Hyperoplus Günther, 1862
- Lepidammodytes H. Ida, Sirimontaporn & Monkolprasit, 1994
- Protammodytes H. Ida, Sirimontaporn & Monkolprasit, 1994